# Воздухоплавание

Спортивная фиеста у Медного всадника в мае 1998 года

Воздухопла́вание — перемещение (плавание) в воздухе (атмосфере Земли) на летательных аппаратах легче воздуха или гибридных.
Воздухоплаватель (аэронавт, аэростьер) — человек, который летает на аэростатах, занимается воздухоплаванием, поднимается в небо на воздушных шарах.
До начала 1920-х годов термин «воздухоплавание» использовался для обозначения передвижения по воздуху вообще.

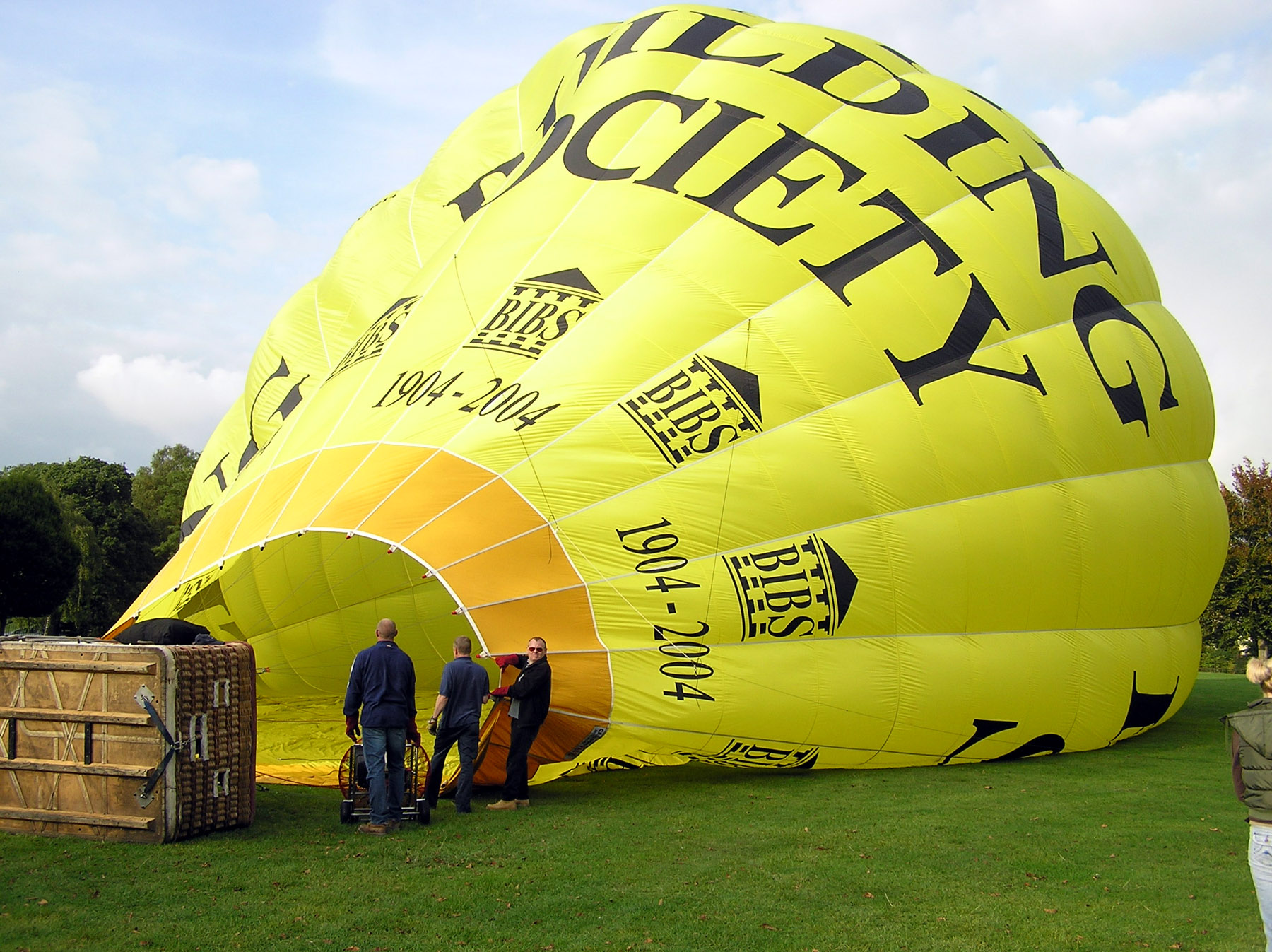
Наполнение «монгольфьера» горячим воздухом

## Первые воздушные полёты
21 ноября 1783 года в Париже Пилатр де Розье, французский физик и химик, один из пионеров авиации, вместе с маркизом д’Арландом впервые в истории поднялись в небо на «монгольфьере» — аэростате, наполненном горячим воздухом. Они пробыли в воздухе почти 25 минут, при этом пролетев 9,9 км и поднявшись на высоту около одного километра. Шар по имени AD ASTRA (от лат. «к звёздам») объёмом 2055 м³ был сконструирован братьями Жозефом и Этьеном Монгольфье.

## Рекорды скорости на воздушном шаре
7 октября 1811 года Уиндхэм Сэдлер поставил первый рекорд скорости на воздушном шаре, пролетев от Бирмингема до Хэкингхэма (расстояние между городами составляет 180 км) со средней скоростью 13,5 км/ч.
Рекорд скорости (27,45 км/ч) для тепловых дирижаблей (безгелиевых) был установлен Валерием Шкуленко в марте 2006 года на дирижабле «Зяблик».

## Рекорд высоты на воздушном шаре
4 мая 1961 года Виктор Пратер и Малкольм Росс поставили рекорд высоты на пилотируемом аэростате, поднявшись на 34 668 м.
6 июня 1988 года Пер Линдстранд поднялся на тепловом аэростате на высоту 19 811 м (штат Техас, США). Этот рекорд был побит 26 ноября 2005 года, когда пилот и бизнесмен Виджайпат Синганья (Vijaypat Singhania) установил абсолютный рекорд для теплового аэростата, поднявшись на высоту 21 027 метров. Стартовав в Мумбаи, за время подъёма и спуска он пролетел 250 километров и приземлился в провинции Паншале.
В августе 2006 года Станислав Фёдоров установил рекорд высоты для тепловых дирижаблей, поднявшись на дирижабле «Полярный гусь» на высоту более 8000 метров.
В октябре 2012 года Феликс Баумгартнер установил сразу 2 рекорда: поднялся на высоту 39 километров на стратостате и в свободном падении превысил скорость звука.

## Рекорды дальности полёта на воздушном шаре
В марте 2023 года воздушный шар «ФосАгро» под управлением  Фёдора Конюхова и Ивана Меняйло преодолел расстояние 2 540 километров, что на 174 километра больше предыдущего мирового рекорда от 1994 года, который принадлежал японскому пилоту Мичио Канда.

## Известные воздухоплаватели

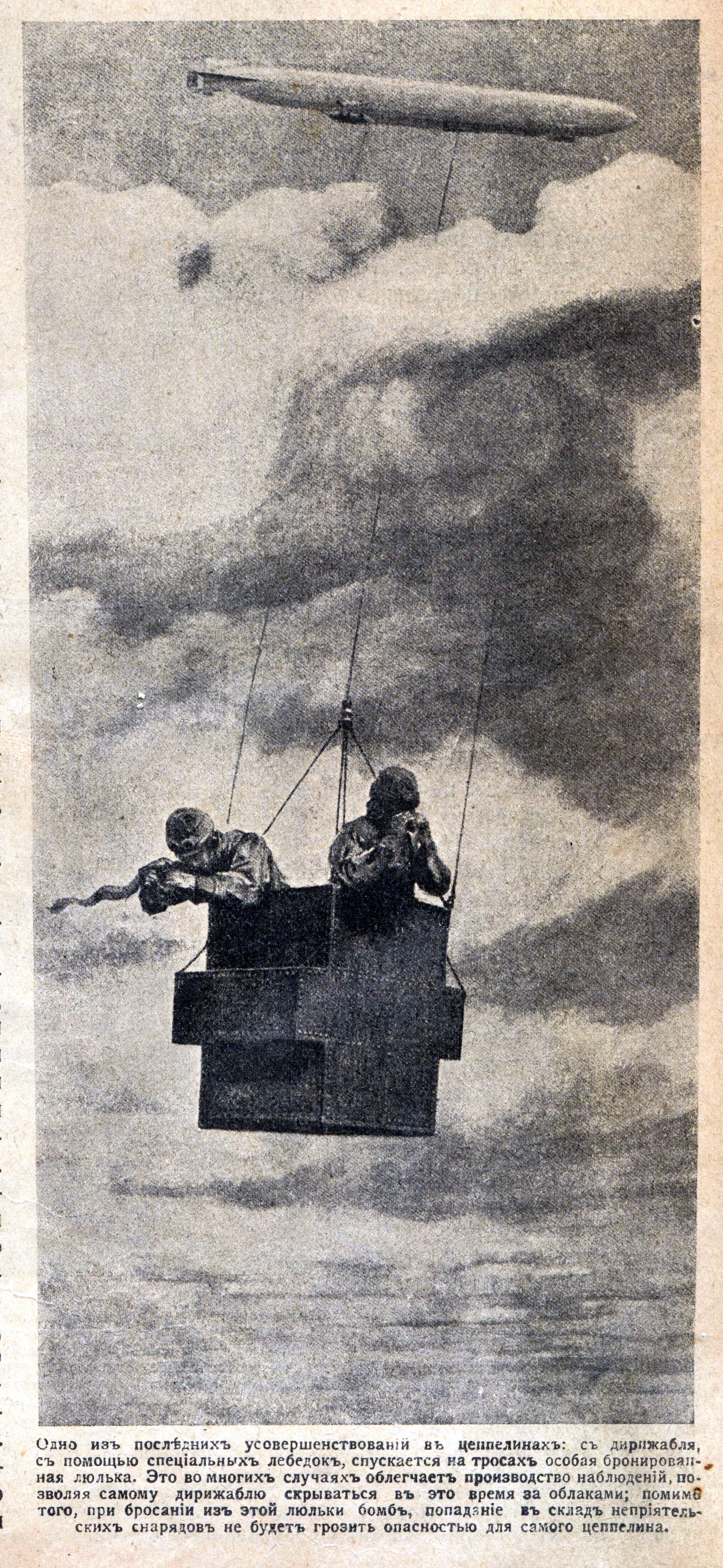
Германские воздухоплаватели ПМВ в люльке, спущенной с цеппелина. 1915

- Андре, Соломон Август совместно с Кнутом Френкелем и Нильсом Стриндбергом впервые в истории совершил неудавшуюся попытку достичь Северного полюса по воздуху (лето 1897 года). Для этого он использовал воздушный шар («Орёл»), направление и скорость движения которого контролировались гайдропами. Погиб со спутниками после вынужденной посадки, отравившись мясом белого медведя.
- Братья Монгольфье
- Бланшар, Жан-Пьер Франсуа
- Бланшар, Мэри Мадлен-Софи
- Брунс, Вальтер
- Цеппелин, Фердинанд фон
- Кованько, Александр Матвеевич
- Амундсен, Руаль, Нобиле, Умберто и все члены экипажа дирижабля  «Норвегия»
- Мальмгрен, Финн
- Бегоунек, Франтишек
- Дзамбеккари, Франческо
- Пикар, Огюст
- Розье, Пилатр де
- Сантос-Дюмон, Альберто
- Эккенер, Хуго
- Гагарина, Прасковья Юрьевна
- Захаров, Яков Дмитриевич
- Менделеев, Дмитрий Иванович
- Попов, Николай Евграфович
- Ягн, Николай Александрович
- Фрейденберг, Михаил Филиппович
- Ульянин, Сергей Алексеевич
- Фоссетт, Стив
- Загайнов, Виктор Александрович
- Древницкий, Юзеф Маврикиевич
- Древницкий, Станислав Маврикиевич
- Опарин, Геннадий Иванович
- Прокофьев, Георгий Алексеевич
- Федосеенко, Павел Фёдорович
- Васенко, Андрей Богданович
- Усыскин, Илья Давыдович
- Конюхов, Фёдор Филиппович
- Тиссандье, Гастон со спутниками, поднявшись на воздушном шаре до высоты 8600 м, впервые в истории аэронавтики достиг «зоны смерти» (8 км и выше, см. высотная болезнь), на которой невозможна жизнь человека без дополнительного кислорода во вдыхаемом воздухе; возможен лишь кратковременный подъём, и то после предварительной акклиматизации. Тиссандье остался в живых, его спутники Теодор Сивель[фр.] и Жозеф Кроче-Спинелли[фр.] погибли[13].
- Уолтерс, Ларри свершил полёт на шарах для метеозондов, привязав их к садовому креслу. Лауреат Премии Дарвина.